# Salvia summa
Salvia summa är en kransblommig växtart som beskrevs av Aven Nelson. Salvia summa ingår i släktet salvior, och familjen kransblommiga växter. Inga underarter finns listade i Catalogue of Life.
Arten förekommer i södra New Mexiko och västra Texas i USA samt i angränsande områden av Mexiko. Den växer i bergstrakter och på högplatå mellan 1500 och 2000 meter över havet. Salvia summa hittas i klippiga regioner och intill vattendrag. Den har trumpetformiga blommor med violett färg. Pollineringen utförs av kolibrier.
Några exemplar som ligger vid vandringsleder plockas som prydnadsväxt. IUCN listar arten som livskraftig (LC).